# Schule mit Pädagogischer Mittagsbetreuung
Schule mit Pädagogischer Mittagsbetreuung ist eine Schulform in Hessen, die ihren Schülern Angebote für den Mittag und Nachmittag macht, bei denen diese in Gruppen an einem Thema arbeiten. Die Angebote erstrecken sich auf den Zeitraum der 7. bis 10. Schulstunde. Diese Form ist eine Vorstufe zur offenen Ganztagsschule.

## Konzept
Das Konzept der pädagogischen Mittagsbetreuung umfasst Aktivitäten, in denen Schüler mit anderen Schülern effektiv an Themen arbeiten. Die Schüler können zwischen verschiedenen Angeboten wählen, die von der Schule gestellt werden. Damit soll verhindert werden, dass die Kinder und Jugendlichen nach der normalen Schulzeit einem schlechten Einfluss (Drogen, Alkohol) ausgesetzt und kriminell werden oder durch ältere Schüler und Erwachsene körperlich verletzt werden. Das Angebot wird gebildet, indem Lehrer, Eltern und ältere Schüler Vorschläge für Arbeitsgemeinschaften und Förderkurse abgeben und diese dann (nach Diskussion und einem Akzeptanzverfahren) angeboten werden. Normalerweise erhalten die Schulen einen Etat für die Betreuung, aus dem die Materialien und Tutoren bezahlt werden.
Im Schuljahr 2007/08 gab es in Hessen 365 Schulen mit Pädagogischer Mittagsbetreuung.

## Angebot
Typische Angebote von Schulen, die diese Betreuung anbieten:

### Hausaufgabenbetreuung
Die Hausaufgabenbetreuung besuchen Schüler, die vermehrt Probleme mit den Hausaufgaben haben oder bei denen kein Erziehungsberechtigter zu Hause anwesend ist. Bei Problemen können diese Schüler sich an andere Schüler oder die Aufsichtskraft der Betreuung wenden (normalerweise Schüler der höheren Klassen).

### Arbeitsgemeinschaften
In Arbeitsgemeinschaften (AGs) treffen sich Schüler, die sich für das gleiche Thema interessieren und ihr Wissen auf diesem Gebiet erweitern wollen.

### Förderkurse
In Förderkursen werden Schüler in bestimmten Fächern und Bereichen gefördert. Die Hilfestellung erfolgt in der Regel von Schülern der höheren Klassen.